# Modesto Luceño
Modesto Luceño Garcés (Cáceres, 1955) es un botánico español que desarrolló parte de su carrera en Brasil y es experto en ciperaceas Desempeña actividades académicas en el área de Botánica, Departamento Biología Molecular e Ingeniería Bioquímica, con el rango académico de catedrático, en la Universidad Pablo Olavide.

## Epónimos
Le ha sido dedicado el género Modesciadium Jim.Mejías & Vargas 2015

## Algunas publicaciones
- modesto Luceño garcés. 1998. Flores de Gredos. Ávila: Caja de Ávila, ISBN 84-930203-0-3

- -------------------------------. 1994. Monografía del género Carex en la Península Ibérica e Islas Baleares. Monografías del Real Jardín Botánico Ruizia 14. Ed. ilustrada de Editorial CSIC Press, 139 pp. ISBN	8400074289, ISBN 9788400074289 en línea

- -------------------------------, enrique Rico Hernández, tomás Romero martín. 1987. "Carex lainzii" Luceño, E.Rico & T.Romero ("Cyperaceae"), especie nueva, y algunas aportaciones acerca de los táxones afines. An. del J. Botánico de Madrid 44 (2 ): 429-437, ISSN 0211-1322
- La abreviatura «Luceño» se emplea para indicar a Modesto Luceño como autoridad en la descripción y clasificación científica de los vegetales.[4]